# Гедсер

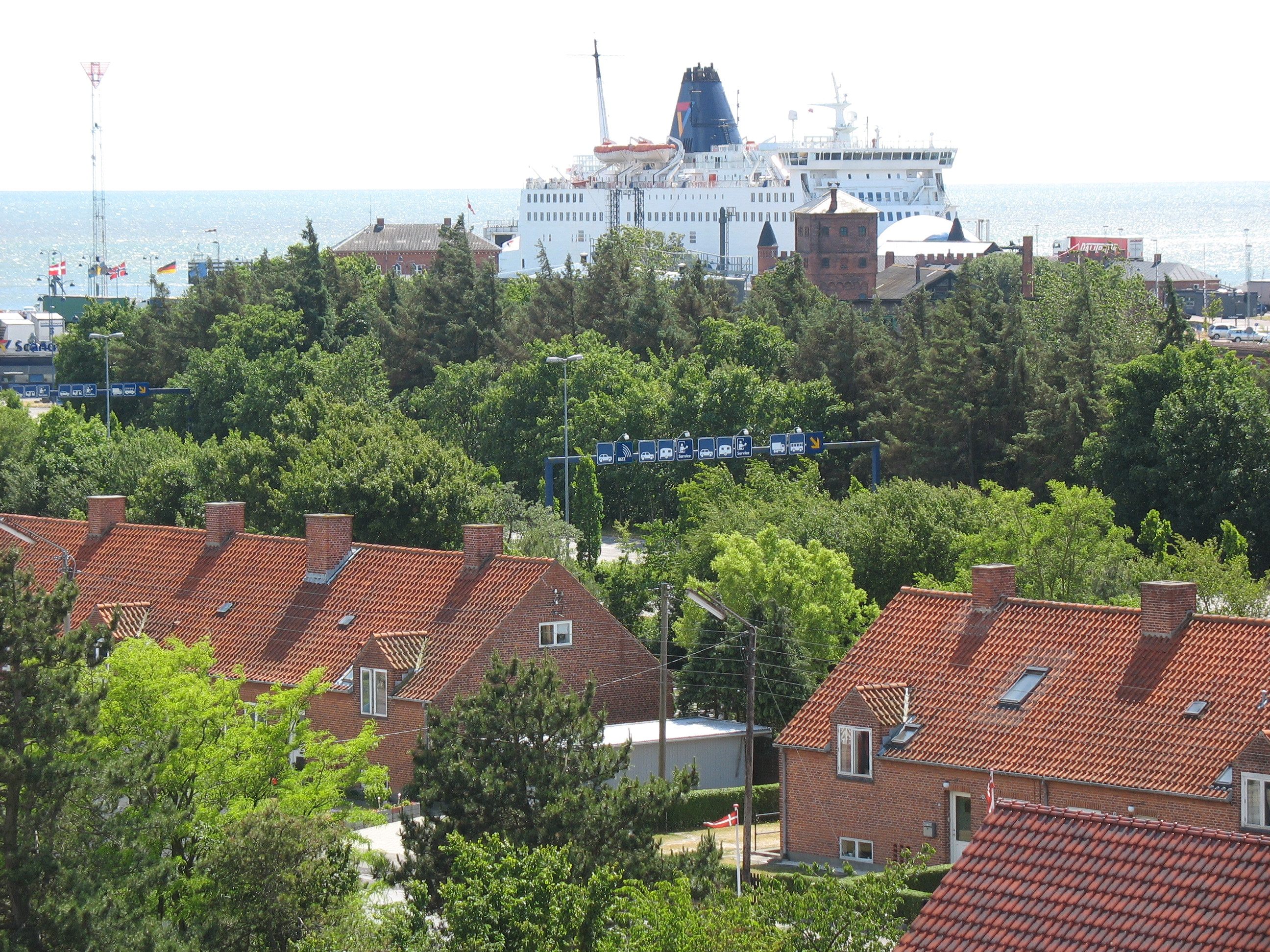
панорама міста

Ге́дсер (дан. Gedser) — місто у Данії на острові Фальстер. Знаходиться на південь від міста Нюкебінґ Фальстер. Найпівденніше місто Данії. Найпівденніша точка Данії і усієї Скандинавії — Гедсер Одде — знаходиться біля міста.

## Транспорт
Гедсер — поромний порт. Пороми судноплавства Scandlines кожні 2 години з'єднують Гедсер з Ростоком у Німеччині. Ця автомобільна переправа існує з 1995 року. До цього, з 1903 по 1995 рік, існувала залізнична поромна переправа до Варнемюнде. Через місто проходить Європейський маршрут E55. Поряд з портом знаходиться гавань для яхт.
До міста Нюкебінґ Фальстер є автобусне сполучення. Залізничне сполучення до цього міста було скасовано 6 грудня 2009 року.

## Фотогалерея

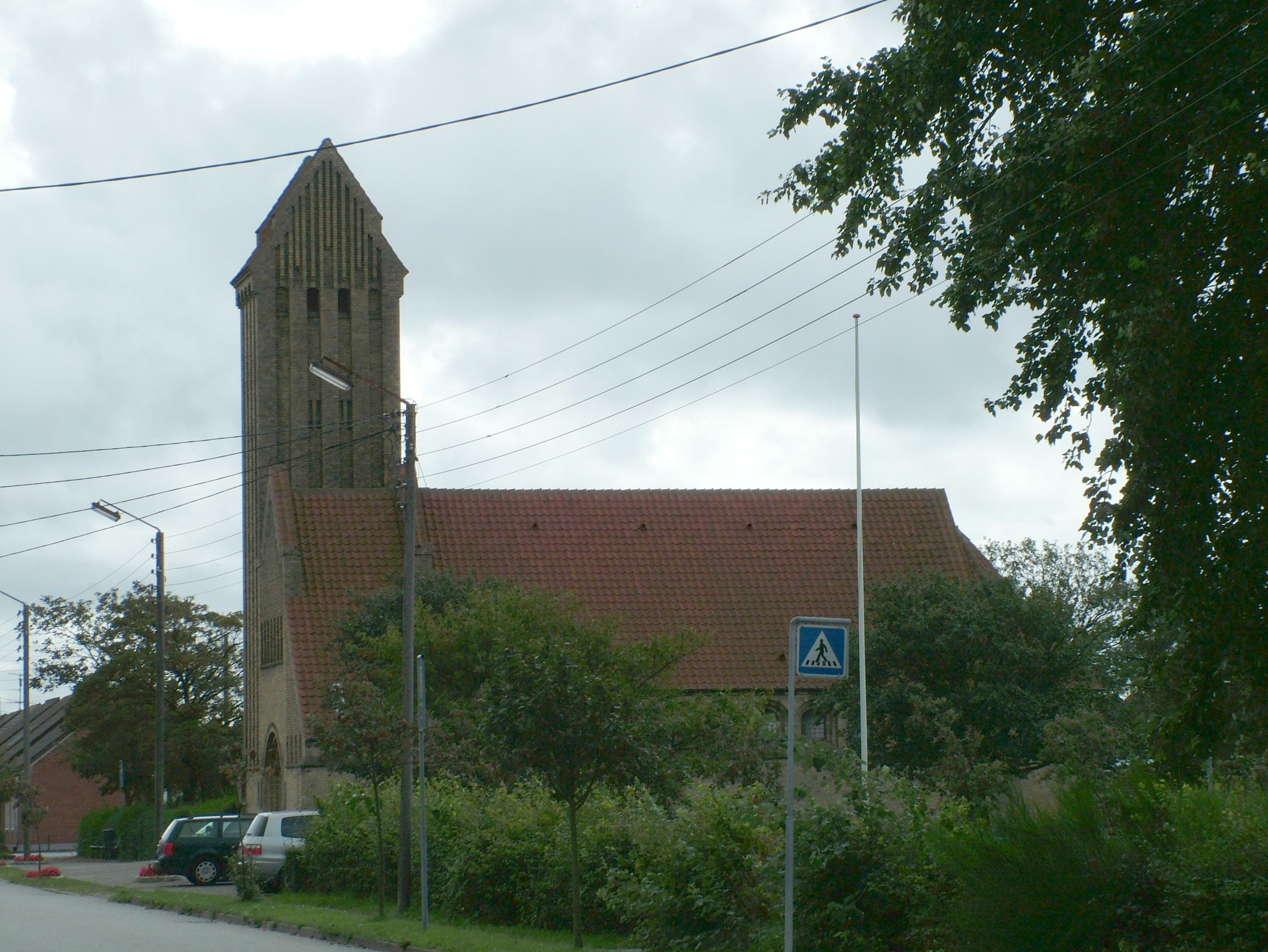
Церква
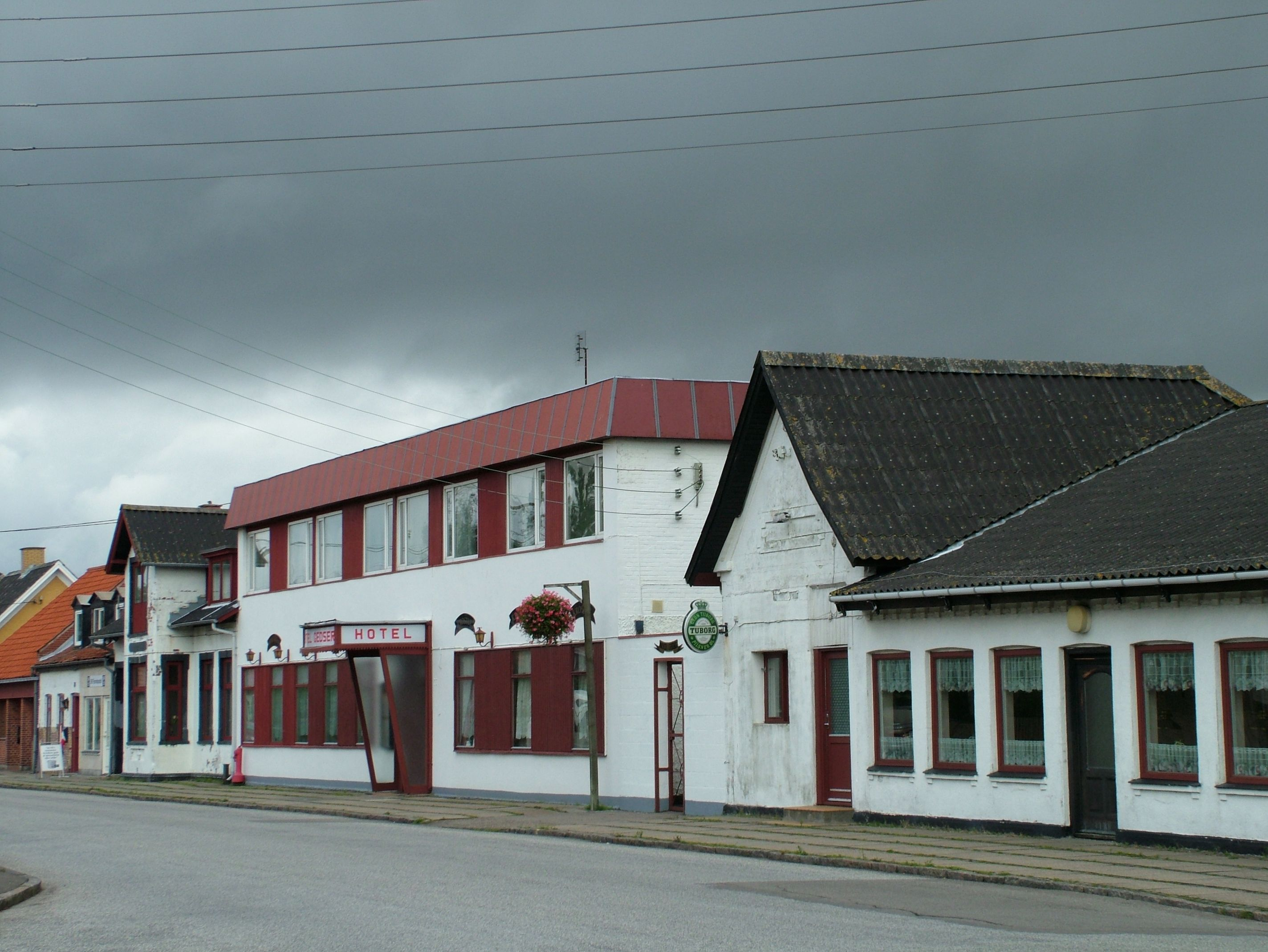
Головна вулиця
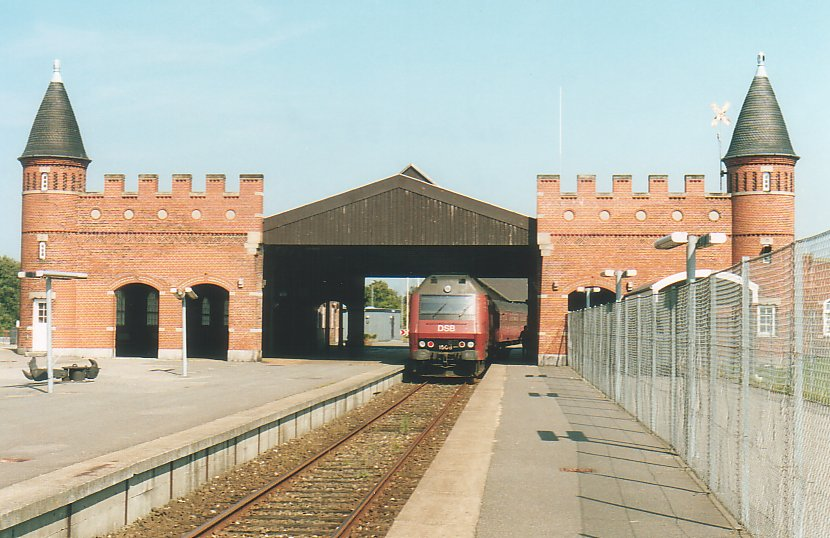
Залізнична станція Гедсер